# تشارلز إدوارد هربرت
تشارلز إدوارد هربرت (بالإنجليزية: Charles Edward Herbert)‏ هو موظف مدني ومحامي وقاضي وسياسي بريطاني وأسترالي (وحمل سابقاً جنسية المملكة المتحدة لبريطانيا العظمى وأيرلندا)، ولد في 12 يونيو 1860 في أستراليا، وتوفي في 21 يناير 1929 في جزيرة نورفولك في أستراليا بسبب ذات الرئة. حزبياً، نشط في National Defence League (Australia) ‏. وقد انتخب مدير جزيرة نورفولك (6 يونيو 1928 – 21 يناير 1929) وانتخب Government Resident of the Northern Territory ‏ (1 فبراير 1905 – 8 فبراير 1910) وفي Northern Territory colonial by-election, 1900 ‏، انتخب عضو مجلس النواب جنوب أستراليا من الجمعية عن دائرة Electoral district of Northern Territory ‏ وقد انضم خلال فترته النيابية ( – 26 مايو 1905) للكتلة البرلمانية National Defence League (Australia) ‏.